# المقاومة الألبانية

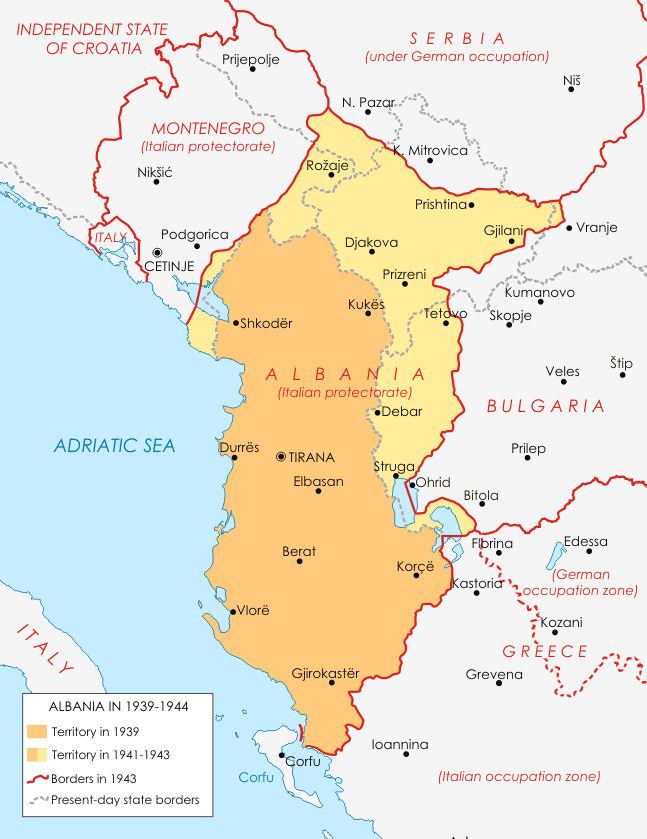
خريطة ألبانيا خلال الحرب العالمية الثانية

في ألبانيا، بدأت الحرب العالمية الثانية بغزوها من قبل إيطاليا في أبريل 1939. وضعت إيطاليا الفاشية ألبانيا كمحمية أو دولة عميلة. تم تنفيذ المقاومة إلى حد كبير من قبل الجماعات الشيوعية ضد الإيطاليين (حتى عام 1943) ثم الاحتلال الألماني في ألبانيا. كانت في البداية مستقلة قبل ان تتحد الجماعات الشيوعية في بداية عام 1942، مما أدى في النهاية إلى التحرير الناجح للبلاد في عام 1944.
أفاد مركز الإغاثة لسكان المدنيين (جنيف) أن ألبانيا كانت واحدة من أكثر البلدان التيتلقت دمارا في أوروبا. تم تدمير 60،000 منزل وتشرد حوالي 10٪ من السكان.     

## خلفية

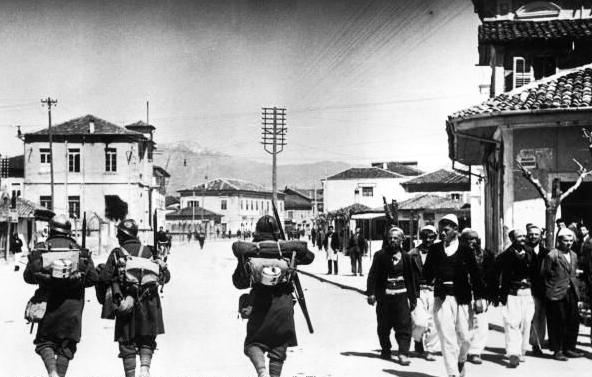
الجنود الألبان في مكان مجهول الهوية، 12 أبريل 1939.

عندما ضمت ألمانيا النمسا ثم تشيكوسلوفاكيا، رأت إيطاليا نفسها عضوًا من الدرجة الثانية في المحور. بعد أن غزا هتلر تشيكوسلوفاكيا دون إخطار موسوليني مقدمًا، قرر الديكتاتور الإيطالي في أوائل عام 1939 المضي قدمًا في ضم ألبانيا. انتقد الملك الإيطالي فيكتور إيمانويل الثالث خطة السيطرة على ألبانيا باعتبارها مخاطرة غير ضرورية. ومع ذلك، سلمت روما تيرانا إنذارًا في 25 مارس 1939، تطالب فيه بالانضمام إلى احتلال إيطاليا لألبانيا. رفض الملك زوغ قبول المال في مقابل الاستيلاء الإيطالي الكامل على ألبانيا واستعمارها، وفي 7 أبريل 1939، قامت قوات موسوليني، بقيادة الجنرال ألفريدو جوزوني، بغزو ألبانيا  هاجمت جميع الموانئ الألبانية في وقت واحد. كانت هناك 65 وحدة في ساراندا و40 في فلوري و38 في دوريس و28 في شنججين و8 في بيشتي أي باليس. نصت الخطط الإيطالية الأصلية للغزو إلى حشد 50.000 رجل تدعمهم 137 وحدة بحرية و400 طائرة. في نهاية المطاف نمت قوة الغزو إلى 100000 رجل تتلقى الدعم من 600 طائرة.
في دراس، حاولت قوة مكونة من 360 ألبانيًا، معظمهم من رجال الدرك وسكان البلدة، بقيادة أباز كوبي، قائد الدرك في دوريس، وموجو أولكيناكو، مسؤول بحري، وقف التقدم الإيطالي. تم تزويدهم بالأسلحة الصغيرة وثلاثة مدافع رشاشة فقط، وقد نجحوا في إبقاء الإيطاليين في وضع حرج لعدة ساعات حتى تم تفريغ عدد كبير من الدبابات الصغيرة من السفن الإيطالية. بعد ذلك، بدأت المقاومة تنهار، وخلال خمس ساعات استولت القوات الإيطالية على المدينة. بحلول الساعة 1:30 من مساء اليوم الأول، كانت جميع الموانئ الألبانية في أيدي إيطاليا.
غير راغب في أن يصبح عميلًا إيطاليًا، فر الملك زوغ وزوجته والملكة جيرالدين أبوني وابنه الرضيع سكاندر إلى اليونان ثم إلى لندن في نهاية المطاف. في 12 أبريل، صوت البرلمان الألباني على توحيد البلاد مع إيطاليا. في 12 أبريل، صوّت البرلمان الألباني على خلع زوغ وتوحيد الأمة مع إيطاليا «في اتحاد شخصي» من خلال تقديم التاج الألباني إلى فيكتور عمانويل الثالث  وأنشأ الإيطاليون حكومة فاشية تحت حكم شفيكت فيرلاتشي واستوعبوا جيش ألبانيا قريبًا والخدمات الدبلوماسية في إيطاليا.  في 15 أبريل 1939، انسحبت ألبانيا من عصبة الأمم، التي استقالت منها إيطاليا في عام 1937. في 3 يونيو 1939، تم دمج وزارة الخارجية الألبانية في وزارة الخارجية الإيطالية. تم وضع الجيش الألباني تحت القيادة الإيطالية وتم دمجه رسميًا في الجيش الإيطالي في عام 1940. بالإضافة إلى ذلك، شكلت بلاشيرتس الإيطالية أربعة جحافل من الميليشيات الألبانية، تم تجنيدهم في البداية من المستعمرين الإيطاليين الذين يعيشون في ألبانيا، ولكن في وقت لاحق من الألبان العرقيين.

## دولة دمية إيطالية
على الرغم من الحماية الطويلة الأمد لألبانيا والتحالف مع إيطاليا، في 7 أبريل 1939، غزت القوات الإيطالية ألبانيا،  قبل خمسة أشهر من بدء الحرب العالمية الثانية. أثبتت المقاومة الألبانية المسلحة عدم فعاليتها ضد الإيطاليين، وبعد دفاع قصير، احتلت البلاد. في 9 أبريل 1939، هرب الملك الزاني الأول إلى اليونان.

## المقاومة الشيوعية والقومية

### بين الاستسلام الإيطالي والاحتلال الألماني
مع الإطاحة بنظام بينيتو موسوليني الفاشي واستسلام إيطاليا في عام 1943، تراجعت المؤسسة العسكرية والشرطة الإيطالية في ألبانيا. سيطر المقاتلون الألبان على خمس فرق إيطالية. سيطر الشيوعيون على معظم مدن جنوب ألبانيا، باستثناء فلوري، التي كانت معقل بالي كومبيتار، وسيطر القوميون المرتبطون بNLM على جزء كبير من الشمال.